# Moi, fleur bleue
Pour plus de détails, voir Fiche technique et Distribution.
Moi, fleur bleue est un film français réalisé par Éric Le Hung et sorti en 1977.

## Synopsis
Max est un routier coureur de jupons. Son fidèle ami Isidore est un jeune détective privé mâtiné poète. Ils rencontrent une cover-girl, « Blé des champs » et sa jeune sœur « Fleur bleue ». Excédée autant par l'idylle qu'elle a nouée avec Isidore que par l'école, cette dernière fugue. Tous se mettent alors en quête de Fleur bleue.

## Fiche technique
- Titre original : Moi, fleur bleue
- Réalisation : Éric Le Hung
- Scénario : Philippe Bourgoin et Éric Le Hung
- Musique : François D'Aime
- Direction de la photographie : Marcel Combes
- Production : Guy Belfond
  - Direction de production : Jean Bastia
- Pays de production :  France
- Genre : comédie dramatique
- Durée : 100 minutes
- Date de sortie :
  - France : 26 octobre 1977

## Distribution
- Jean Yanne : Max
- Jodie Foster : Isabelle Tristan alias « Fleur bleue »
- Sydne Rome : Sophie Tristan alias « Blé des champs »
- Odette Laure : Olga
- Bernard Giraudeau : Isidore
- Claude Gensac : la directrice
- Marthe Villalonga : la patronne du café
- Lila Kedrova : Mme de Tocquenville
- Léo Campion
- Zoé Chauveau : La future fiancée catholique sur un banc des bords de Seine[1]
- Henri Courseaux
- Michel Elias : Le futur fiancé juif sur un banc des bords de Seine[1]
- Jacqueline Jefford
- Leah Lourié : Américaine[2] choquée par Max qui s'exhibe devant elle , de nuit dans la rue
- Laurence Masliah
- Mandy May : Américaine[2] choquée par Max qui s’exhibe devant elle ,de nuit dans la rue
- Catherine Ménétrier
- Daniel Russo
- Robert Rollis
- Jean-François Vlérick

## Lieux de tournage
- Rue d'Ormesson (Jean Yanne habitait au numéro 6 de la rue).
- Place du Marché-Sainte-Catherine
- Rue du Grenier-sur-l'Eau
- Rue du Pont-Louis-Philippe
- Rue de Rivoli
- Quai des Célestins (entrée du lycée au numéro 2)
- Le Sully 6 Boulevard Henri-IV
- Les quais de la Seine .
- Notre-Dame de Paris,flèche,façade,jardin
- Le Centre Beauboug
- Le Palais de Chaillot
- Orly Sud